# Bikramganj
Bikramganj é um cidade no distrito de Rohtas, no estado indiano de Bihar.

## Geografia
Bikramganj está localizada a 25° 12′ N, 84° 15′ L. Tem uma altitude média de 77 metros (252 pés).

## Demografia
Segundo o censo de 2001, Bikramganj tinha uma população de 38.391 habitantes. Os indivíduos do sexo masculino constituem 53% da população e os do sexo feminino 47%. Bikramganj tem uma taxa de literacia de 58%, inferior à média nacional de 59,5%; sendo de 67% entre pessoas do sexo masculino e de 48% entre pessoas do sexo feminino. 19% da população está abaixo dos 6 anos de idade.